# Пинский консервный завод
Пинский консервный завод (бел. Пінскі кансервавы завод) – бывшее промышленное предприятие по производству плодоовощных консервов, пива и безалкогольных напитков, располагавшееся в городе Пинске Брестской области Беларуси. Существовало в 1946–2008 годах.

## История
В 1946 году в Пинске был основан городской продкомбинат. В 1957 году (по другой информации, в 1958 году) открыт пивной цех, в 1960 году – консервный цех, в 1962 году – цех безалкогольных напитков. В 1972–1976 годах назывался Пинский консервный комбинат.
В 1993–1998 организационно-правовой формой было государственное предприятие, затем преобразован в открытое акционерное общество (по другой информации, завод стал ОАО ещё в 1997 году). В 2000 году начата реконструкция.
По состоянию на 2001 год завод выпускал плодоовощные консервы (соки, соусы, повидло, салаты), кисели, экстракты, безалкогольные напитки на натуральном сырье. Пиво производилось до 1999 года в пивном цехе завода, рассчитанном на производство 170 тысяч дал пива. Выпускались «Бархатное», «Белорусское», «Жигулёвское», «Минское золотистое», «Пинское», «Рижское», «Тигр», «Юбилейное», «Янтарное», «Ячменный колос» с этикетками на русском и белорусском языках («Бархатнае», «Беларускае», «Жыгулёўскае», «Юбілейнае»), а «Герольд» («Herold») – на немецком языке.
В 2004 году было возбуждено дело о банкротстве предприятия. К 2005 году на заводе осталось 40 работников. В 2006 году завод был признан банкротом и начата ликвидация. В 2008 году ликвидация предприятия завершилась. Цеха предприятия были разобраны, на его месте построен супермаркет.